# Czarna Dolna
Czarna Dolna – wieś w Polsce położona w województwie podkarpackim, w powiecie bieszczadzkim, w gminie Czarna.
Dawniej jedna wieś razem z obecną Czarną Górną. We wsi znajduje się rzymskokatolicki kościół filialny pw. Narodzenia NMP należący do parafii Podwyższenia Krzyża Świętego w Czarnej Górnej.

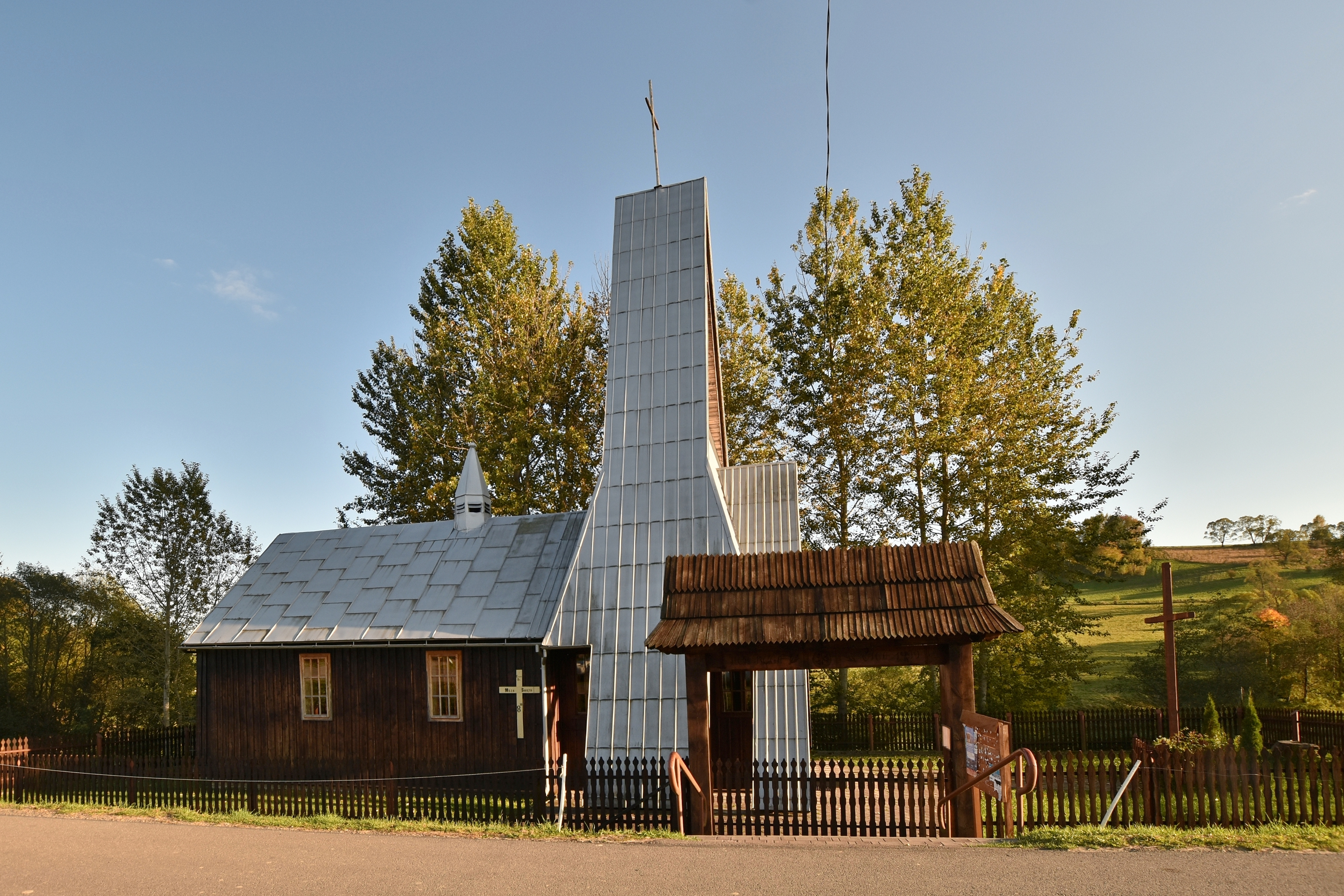
Kościół Narodzenia Najświętszej Marii Panny